# Vladislav av Neapel
Vladislav av Neapel, även kallad Vladislav (eller Ladislaus) av Durrazzo (italienska: Ladislao I d'Angiò, Ladislao di Durazzo), född 1376 eller 1377, var kung av Neapel (egentligen fastlandsriket Sicilien) från år 1386 till sin död 1414, titulärkung av Sicilien och Jerusalem samt titulärkung av Ungern.
Vladislav var son till Karl III och Margareta av Durazzo. Han efterträddes på tronen av sin syster Johanna II av Neapel.